# Кетрою, Космин
Космин Кетрою (рум. Cosmin Chetroiu, род. 31 марта 1987, Петрошани, Хунедоара) — румынский саночник, выступающий за сборную Румынии с 2003 года. Участник двух зимних Олимпийских игр, многократный призёр национального первенства.

## Биография
Космин Кетрою родился 31 марта 1987 года в городе Петрошани. Активно заниматься санным спортом начал в возрасте тринадцати лет, в 2003 году прошёл отбор в национальную сборную и в паре с Йонуцом Цэраном стал принимать участие в различных международных соревнованиях. В сезоне 2005/06 дебютировал на взрослом Кубке мира, заняв в общем зачёте двадцать третье место, кроме того, впервые поучаствовал в заездах взрослого чемпионата Европы, показав на трассе немецкого Винтерберга восемнадцатый результат в мужском парном разряде и девятый среди смешанных команд. Благодаря череде удачных выступлений удостоился права защищать честь страны на зимних Олимпийских играх 2006 года в Турине, где впоследствии финишировал восемнадцатым.
На чемпионате мира 2007 года в австрийском Иглсе Кетрою был тридцать пятым, тогда как в Кубке мира занял тридцать пятую позицию. В следующем году на мировом первенстве в немецком Оберхофе пришёл к финишу семнадцатым, на чемпионате Европы в итальянской Чезане расположился на пятнадцатом месте, а после завершения всех кубковых этапов поднялся в мировом рейтинге сильнейших саночников до девятнадцатой строки. В 2009 году на чемпионате мира в американском Лейк-Плэсиде был семнадцатым, в то время как в кубковом зачёте — двадцать первым. Ездил соревноваться на зимние Олимпийские игры 2010 года в Ванкувер, где пришёл к финишу семнадцатым. Кубковый цикл окончил на двадцать третьем месте общего зачёта.
В 2011 году на чемпионате мира в Чезане занял девятнадцатое место, в мировом кубковом рейтинге был двадцать четвёртым, ещё через год — двадцать третьим. Ныне Космин Кетрою живёт и тренируется в городе Хунедоара, в свободное от санного спорта время любит играть в футбол и плавать.